# در کالیفرنیای قدیم (فیلم ۱۹۴۲)
در کالیفرنیای قدیم (انگلیسی: In Old California) فیلمی آمریکایی در سبک وسترن است که در سال ۱۹۴۲ منتشر شد. از بازیگران آن می‌توان به جان وین، بینی بارنز، آلبرت دکر، و ادگار کندی اشاره کرد.